# Палач Бога
Палач Бога (лат. Dei carnifex) — в христианской демонологии образ дьявола, отведённый ему в качестве исполнителя наказаний Бога. Концепция о том, что демоны и дьявол являются не только непримиримыми противниками Бога, но и исполнителями его воли в отношении приведения в исполнение наказаний, несмотря на кажущуюся парадоксальность, была вполне устоявшейся в христианских религиозных представлениях. Иоганн Вейер в своей инфернальной иерархии отвёл четвёртый чин «карателям злодеяний» — палачам Бога. Эта характеристика была настолько очевидна, что автор даже не сопроводил её пояснением («Об обманах», гл. 23, § 4). Предполагается, что идея восходит к библейским текстам. В Книге пророка Исаии говорится: «Я творю губителя для истребления» (Ис. 24—16). В Книге Притчей Соломоновых указывалось: «Возмутитель ищет только зла; поэтому жестокий ангел будет послан против него» (Прит. 17:11). За нарушение приказа Бога на  царя Израиля Саула был послан «злой дух» (1Цар. 16—14). За желание провести неугодную Богу перепись народа царь Израиля Давид подвергся наказанию: нести бедствия на страну был послан ангел-истребитель (1 Пар. 21:15).  
В раннехристианской традиции концепция не была достаточно разработана, так как на том этапе развития демонологии комментаторы испытывали затруднения по совмещению амбивалентных ролей дьявола: как противника Господа, так и исполнителя его наказаний. В этот период в качестве палачей часто выступают таинственные, безымянные существа. В «Речениях старцев» приводится история о вершителях воли Бога, причём их автор не относит ни к ангелам, и ни к демонам. По некоторым представлениям, в частности в тексте Климента Александрийского, в Аду вершат правосудие над грешниками именно ангелы. По другой точке зрения, это входит в обязанности демонов. Так, по мнению Иеронима, еретики попадают для наказания «врагу и мстителю (ultor) дьяволу, который сам навлекает на них бедствия» (Комментарий на книгу пророка Михи). Вейер отмечал, что демоны это «слуги Божьей мести, исполнители его правосудия и палачи (tortor)». Тот же автор, комментируя библейскую историю о Сауле, писал: «Божий дух, в силу службы своей именуемый палачом Бога (Dei carnifex) («Об обманах», гл. 21, § 20). В «Молоте ведьм» отмечалось, что действия демонов имеют до определённой степени цель, так как они «посланы Богом для исправления злых и для наказания осужденных». Подробно роль дьявола в божественном наказании рассмотрена в демонологии Мартина Лютера, по наблюдению которого, в гневе Бог наказывает людей посредством дьявола. Он использует падшего ангела в качестве «своего палача (Henker)», с помощью которого приводит в исполнение свои наказания «и изливает свой гнев». В «Застольных беседах Лютера» отмечалось, что дьявол — «палач на службе у нашего Господа».    
В агиографической и теологической литературе приводится множество примеров по наказанию дьяволом и демонами грешников. Со временем образ дьявола стал видоизменяться. В XVI—XVII веках демон-палач получает натуралистически отталкивающие черты: «из хитрого искусителя Средневековья он всё больше превращается в кровавого разбойника-убийцу, который если и вершит Божий суд, то с непомерной, неадекватной жестокостью, которая сама по себе — а отнюдь не в качестве воздаяния за грехи — служит предметом завороженного интереса авторов „ужасных историй о дьяволе“ — жанра, получившего широкое распространение в литературе этой поры».     